# Dichromodes devitata
Dichromodes devitata là một loài bướm đêm trong họ Geometridae.